# Psilocnemis leucosticta
Psilocnemis leucosticta är en skalbaggsart som beskrevs av Hermann Burmeister 1842. Psilocnemis leucosticta ingår i släktet Psilocnemis och familjen Cetoniidae. Inga underarter finns listade i Catalogue of Life.